# Heidi Neururer
Heidi Neururer (Innsbruck, 5 januari 1979) is een voormalig snowboardster uit Oostenrijk.

## Resultaten

### Wereldkampioenschappen
| Jaar | Plaats             | Resultaten                                  |
| ---- | ------------------ | ------------------------------------------- |
| 2003 | Kreischberg        | 15e Parallelreuzenslalom 19e Parallelslalom |
| 2005 | Whistler Blackcomb | Parallelslalom                              |
| 2007 | Arosa              | 27e Parallelreuzenslalom · Parallelslalom   |
| 2009 | Gangwon            | DSQ Parallelreuzenslalom 4e Parallelslalom  |
| 2011 | La Molina          | 4e Parallelslalom                           |

### Wereldbeker

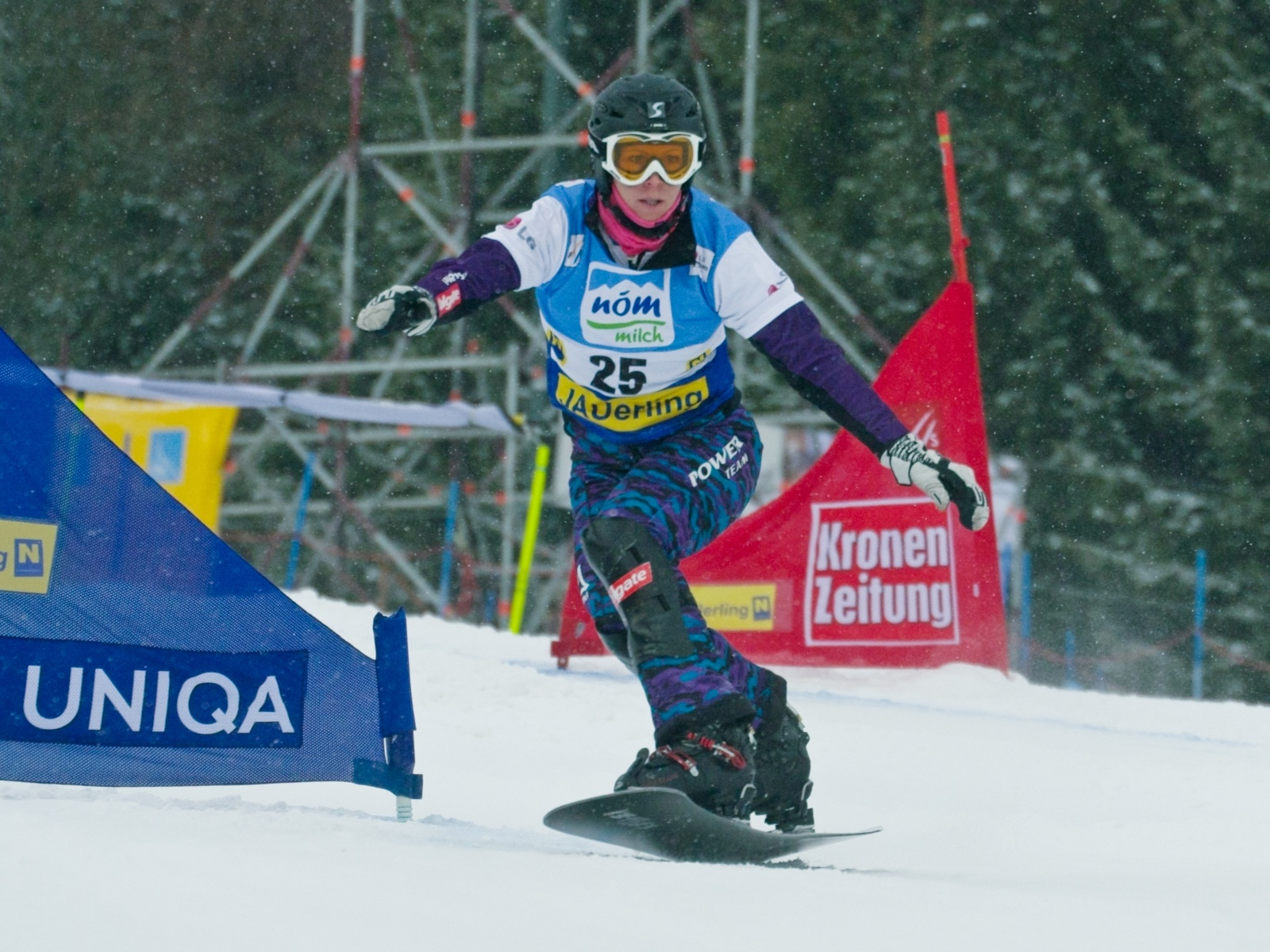
Heidi Neururer tijdens de parallelslalom op de wereldbeker in Oberndorf in 2012, de werd hier 20e

Eindklasseringen
| Seizoen   | Algemeen           | Algemeen snelheid  | Algemeen freestyle | Parallel- reuzenslalom | Parallelslalom     | Parallel           | Snowboardcross    |
| --------- | ------------------ | ------------------ | ------------------ | ---------------------- | ------------------ | ------------------ | ----------------- |
| 2001/2002 | 18e 199,00 punten  | 19e 1920,00 punten |                    | 18e 2381,00 punten     | 18e 1090,00 punten | 12e 800,00 punten  | 57e 130,00 punten |
| 2002/2003 | 11e 352,00 punten  |                    |                    | -                      | -                  | 9e 4830,00 punten  | 32e 310,00 punten |
| 2003/2004 | 8e 220,00 punten   |                    |                    | -                      | -                  | 10e 3696,00 punten | 58e 126,00 punten |
| 2004/2005 |                    |                    |                    | -                      | -                  | 12e 2851,00 punten | 47e 100,00 punten |
| 2005/2006 | 40e 2019,00 punten |                    |                    | -                      | -                  | 16e 2019,00 punten | -                 |
| 2006/2007 | · 5590,00 punten   |                    |                    | -                      | -                  | · 5590,00 punten   | -                 |
| 2007/2008 | · 6560,00 punten   |                    |                    | -                      | -                  | · 6560,00 punten   | -                 |
| 2008/2009 | 15e 3480,00 punten |                    |                    | -                      | -                  | 6e 3480,00 punten  | -                 |
| 2009/2010 | 13e 3160,00 punten |                    |                    | -                      | -                  | 9e 3160,00 punten  | -                 |
| 2010/2011 |                    | 19e 1940,00 punten | -                  | -                      | -                  | 10e 2430,00 punten | -                 |
| 2011/2012 |                    |                    | -                  | -                      | -                  | 35e 369,00 punten  | -                 |
| 2012/2013 |                    |                    | 195e 0,00 punten   | 50e 32,00 punten       | 37e 84,00 punten   | 43e 116,00 punten  | -                 |

| - | Dit seizoen niet deelgenomen aan dit onderdeel. |
|   | Onderdeel werd dit seizoen niet gehouden.       |

Wereldbekerzeges
| Datum            | Plaats          | Onderdeel            |
| ---------------- | --------------- | -------------------- |
| 9 februari 2007  | Shukolovo       | Parallelslalom       |
| 8 december 2007  | Limone Piemonte | Parallelreuzenslalom |
| 20 januari 2008  | La Molina       | Parallelslalom       |
| 21 december 2008 | Arosa           | Parallelslalom       |

### Europabeker
Eindklasseringen
| Seizoen   | Algemeen         | Parallel- reuzenslalom | Parallelslalom    | Parallel          |
| --------- | ---------------- | ---------------------- | ----------------- | ----------------- |
| 2000/2001 | -                | 35e 90,00 punten       | -                 | -                 |
| 2001/2002 | 29e 80,00 punten | 8e 416,00 punten       | 13e 398,00 punten | -                 |
| 2003/2004 | -                | -                      | -                 | 31e 235,00 punten |
| 2004/2005 | -                | -                      | -                 | 68e 145,00 punten |
| 2005/2006 | -                | 11e 250,00 punten      | -                 | 36e 370,00 punten |
| 2007/2008 | -                | -                      | -                 | 67e 180,00 punten |
| 2009/2010 | -                | -                      | -                 | 37e 514,00 punten |
| 2011/2012 | -                | -                      | -                 | 34e 225,00 punten |
| 2012/2013 | -                | -                      | -                 | 36e 95,00 punten  |

Europabekerzeges
| Datum            | Plaats    | Onderdeel      |
| ---------------- | --------- | -------------- |
| 27 februari 2010 | Adelboden | Parallelslalom |

### Noord-Amerikabeker
Eindklasseringen
| Seizoen   | Parallel          |
| --------- | ----------------- |
| 2010/2011 | 18e 400,00 punten |